# ساتيرن ايه إل 41
AL-41 هو تسمية لنوعين مختلفين من المحركات التوربينية العسكرية الروسية بواسطة NPO Lyulka-Saturn . كان AL-41F الأصلي، تسمية التطوير izdeliye 20 ، عبارة عن محرك توربيني مروحي بنسبة تجاوز متغيرة، مصمم للطيران فائق السرعة لبرنامج MFI ( Mnogofunktsionalni Frontovoy Istrebitel ، "مقاتلة الخطوط الأمامية متعددة الوظائف")، والذي نتج عنه مشروع ميكويان 1.44 . تعتبره جاينز النظير الروسي لمحرك جنرال إلكتريك YF120 الذي خسر أمام المحرك YF119 التقليدي ذو الالتفافية الثابتة في برنامج المحرك المقاتل التكتيكي المتقدم .
منذ إلغاء برنامج MFI، خُصِّصَت تسميات AL-41F1S ( izdeliye 117S) و AL-41F1 ( izdeliye 117) للمحركات التي طورتها Lyulka-Saturn، الآن NPO Saturn ، والتي تعمل على تشغيل Sukhoi Su-35S وSukhoi Su على التوالي. -57 ، ولكنها نسخ مطورة بشكل كبير من AL-31F ، بدلاً من نسخ مختلفة من تصميم izdeliye 20.

## التصميم والتطوير
في أواخر السبعينيات وأوائل الثمانينيات، حددت وزارة الدفاع السوفيتية الحاجة إلى مقاتلة من طراز التسعينيات، أو I-90، والتي ستحل في النهاية محل طائرات MiG-29 وSu-27، مما أدى إلى ظهور برنامج المقاتلة متعددة المهام من الجيل الخامس MFI. أُطْلِقَ AL-41F، مع مشروع التطوير izdeliye 20، في عام 1982، وكان الهدف منه هو تشغيل مؤسسة التمويل الأصغر، التي كان من المقرر أن تطورها ميكويان في إطار مشروعها 1.44/1.42 .  طار النموذج الأولي للمحرك في منصة اختبار MiG-25 Foxbat . 18 طنًا (177 كيلو نيوتن، 40.000 lbf) من فئة المحرك، استخدمت الطائرة AL-41F بنية تجاوز متغيرة لتسهيل الطائرة في رحلة فائقة السرعة، أو الطيران بسرعات تصل إلى 1.5 ماخ بدون احتراق لاحق. كان لها هدف طموح يتمثل في زيادة درجة حرارة مدخل التوربين بمقدار 250 درجة درجة مئوية على سابقتها AL-31F ، وكان من المتوقع أن تتضمن توجيه الدفع لتعزيز قدرة المقاتلة على المناورة.  بعد انهيار الاتحاد السوفييتي، عانت كل من مؤسسة التمويل الأصغر وAL-41F من انقطاع شديد في التمويل وتأخيرات طويلة؛ توقفت خطط الإنتاج لمؤسسة التمويل الأصغر في عام 1997 بسبب ارتفاع التكاليف. في النهاية،  بُنِيَت 28 طائرة AL-41F وشُغِّل المحرك لأول مرة على طائرة MiG 1.44 في عام 2000، لكنها لم تتقدم إلى ما بعد مرحلة النموذج الأولي عندما توقفت جميع الأعمال الإضافية على MFI في وقت لاحق من ذلك العام. 
مع التخلي عن مؤسسة التمويل الأصغر، شرعت وزارة الدفاع الروسية في برنامج مقاتلة الجيل الخامس من طراز PAK FA بأسعار معقولة، مع الإعلان عن المناقصة التنافسية في أبريل 2001. نظرًا لأن الطائرة من هذا البرنامج ستكون أصغر من طائرة MFI، فإن AL-41F كانت كبيرة جدًا بحيث لا تتناسب مع العروض المنافسة.  بعد ذلك  أُعِيدَ استخدام تسمية AL-41 للإصدارات التي تمت ترقيتها بشكل كبير من Saturn AL-31 والتي من شأنها تشغيل تصميم Sukhoi's T-50 لـ PAK FA؛ وتشمل هذه AL-41F1 ( النسخة 117) التي طُوِّرَت لـ T-50، والتي سُميت في النهاية Su-57 ، بالإضافة إلى مشتق AL-41F1S الأبسط قليلاً ( النسخة 117S) لمتغير Su-27 الذي تمت ترقيته للغاية والذي يسمى T-10BM سُمِّيَت في النهاية Su-35 .  طُبِّقَت بعض تكنولوجيا AL-41F الأصلية في محركات izdeliye 117S و117، ولكن من المهم ملاحظة أن هذه المحركات لا تعتبر جزءًا من نفس خط AL-41F ( izdeliye 20) كما كان مخططًا له. مشروع Mikoyan 1.44 لأن نواتها تعتمد على AL-31F، في حين أن AL-41F يستخدم نهجًا مختلفًا تمامًا. التسمية موجودة لأن المحرك يقترب من بعض المواصفات المتوقعة للطائرة AL-41F. كما تتوقع سوخوي أن تكون الطائرة Su-57 هي الأساس لعائلة من الطائرات المقاتلة الشبح، فمن المتوقع أن تتضمن المتغيرات المحسنة المستقبلية تصميمًا جديدًا من Saturn يُسمى AL-51F-1 ، أو izdeliye 30، والذي سيحل في النهاية محل AL. -41F1. 

## المواصفات (AL-41F)
البيانات من Kommersant, Leteckemotory, Flight International

#### الخصائص العامة
- النوع: محرك عنفي مروحي
- الطول:
- القطر:
- الوزن جاف: 1,500 كيلوغرام

#### المكونات
- الضاغط: محوري

#### أداء
- أقصى دفع: 40,000 رطل (176 كيلو نيوتن)
- درجة حرارة مدخل التوربينات : 1,642 °م (1,915 ك؛ 2,988 °ف)
- نسبة قوة الدفع إلى الوزن: 10.5 - 11:1

1. ↑  Butowski 2021, p. 6
2. 1 2  Velovich، Alexander (1 أغسطس 1995). "AL-41 engine problems are over, says Lyulka Saturn". Flight International. مؤرشف من الأصل في 2023-04-04.
3. ↑  "Виктор ЧЕПКИН (Victor CHEPKIN interview), "Сатурн" выходит из-за туч". Russia Today. يونيو 2008. مؤرشف من الأصل في 2010-06-16. اطلع عليه بتاريخ 2012-09-21..
4. ↑  "New AL-41 Unveiled at MAKS 2001". Flight International. 27 أغسطس 2001. مؤرشف من الأصل في 2024-01-18."New AL-41 Unveiled at MAKS 2001".
5. ↑  "Плазменный мотор". nplus1.ru. 6 مارس 2019. مؤرشف من الأصل في 2023-09-27."Плазменный мотор".
6. ↑  Butowski 2021, p. 89
7. ↑  "Подробнее". Kommersant. 10 ديسمبر 2007. مؤرشف من الأصل في 2023-01-21.
8. ↑  "AL-41F". Leteckemotory. مؤرشف من الأصل في 2023-11-09.